# Міський округ Шаховська
Міський округ Шаховська (рос. Городской округ Шаховская) — адміністративно-територіальна одиниця і муніципальне утворення в Московській області Росії.
Адміністративний центр — робітниче селище Шаховська.
Утворений в 2015 році замість скасованого Шаховського району. Населення — 25 780 чол. (2016).
Глава адміністрації округу — Гаджієв Замір Агарзаевич.

## Географія
Знаходиться на північному заході Московської області, за 155 кілометрах від міста Москви.
Межує з Лотошинський муніципальним районом — на півночі і північному сході, з Волоколамським муніципальним районом — на сході і південному сході, з Можайским муніципальним районом — на півдні, з Гагарінським муніципальним районом Смоленської області — на південному заході і заході, а також з Зубцовським муніципальним районом Тверської області — на заході і північному заході.
Площа території міського округу Шаховська — 121 888 га.